# Hôpital d'instruction des armées Percy
L’hôpital d’instruction des armées Percy (HIA Percy) est un hôpital militaire français situé à Clamart, près de Paris. Il est géré par le Service de santé des armées et accueille des malades tant militaires que civils.

## Description
Il est susceptible d'accueillir en permanence tout type de blessés (blessures viscérales, traumatismes des membres, de la face ou crâniens, brûlures…). De plus, il est tout proche de la base aérienne de Villacoublay.
L’hôpital Percy dispose d’un service de traitement de blessés contaminés par la radioactivité (avec service hématologique), de services de psychiatrie, de médecine interne et de rééducation fonctionnelle. Cet établissement dispose d'une plateforme de chirurgie réfractive dédiée aux militaires et qui est accessible également aux civils. 
L’hôpital tire son nom de Pierre-François Percy, chirurgien en chef des armées sous la Révolution et l’Empire.

## Patients notoires

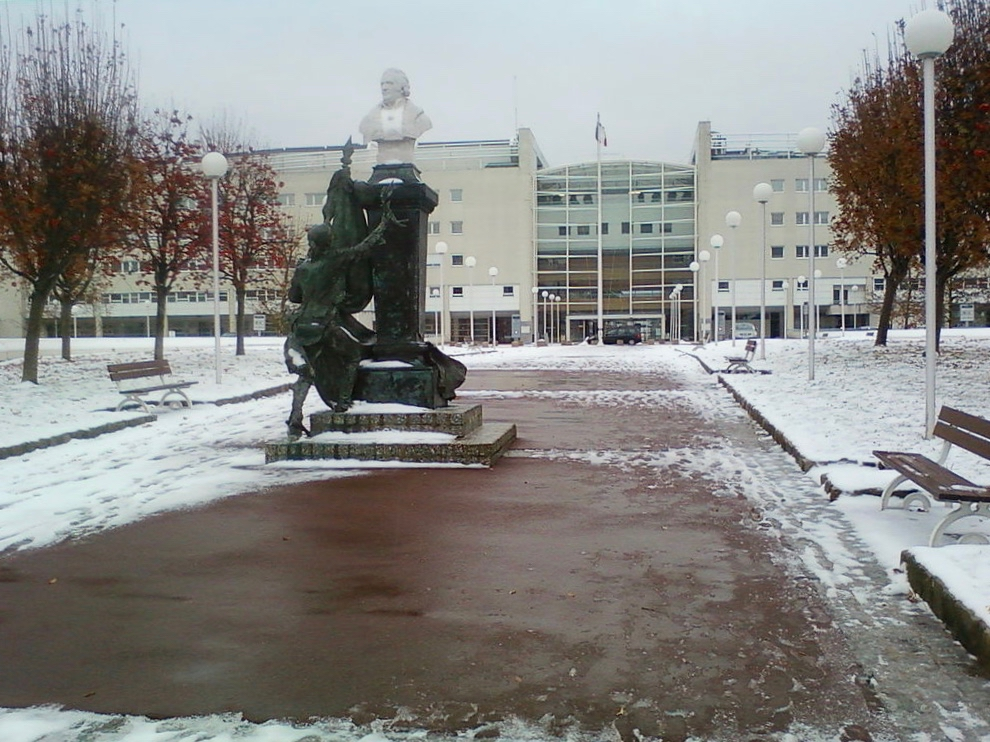
Hôpital d'instruction des armées Percy. Au premier plan, le buste de P.-F. Percy.

Le dirigeant palestinien Yasser Arafat y est mort le 11 novembre 2004, après y avoir été transporté en urgence le 29 octobre et avoir sombré dans un coma de plus en plus profond. Voir page hospitalisation et décès de Yasser Arafat.
L'homme politique libanais Bassel Fleihan, gravement brûlé lors de l'attentat qui coûta la vie à Rafiq Hariri, y est transporté et y est mort le 18 avril 2005.
Le président zambien Levy Mwanawasa y est mort le 19 août 2008 des suites d'une attaque cérébrale.
L'ancien Premier ministre français Pierre Mauroy y est mort le 7 juin 2013 des suites d'un cancer.

## Distinctions et décorations
- Croix de la Valeur militaire avec palme (depuis le 11 novembre 2011)[2]
- Fourragère aux couleurs de la croix de la valeur militaire (deuxième croix de la valeur militaire avec palme, remise le 30 avril 2014)[3]
- Citation à l'ordre de la division, avec attribution de la médaille d'or de la défense nationale avec étoile d'argent, le 6 février 2025[4].